# 大浪灣 (西貢)

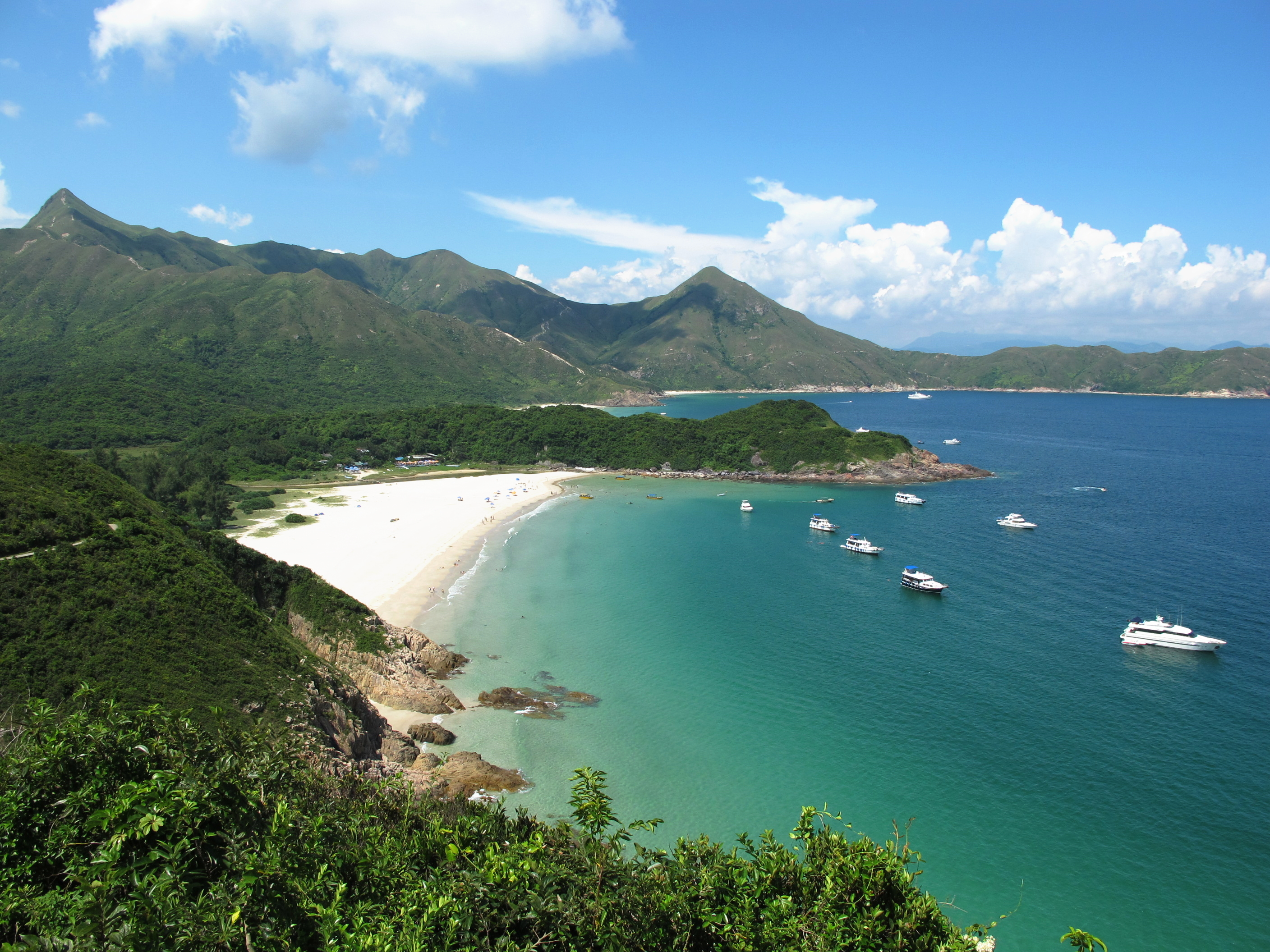
眺望鹹田灣和蚺蛇尖

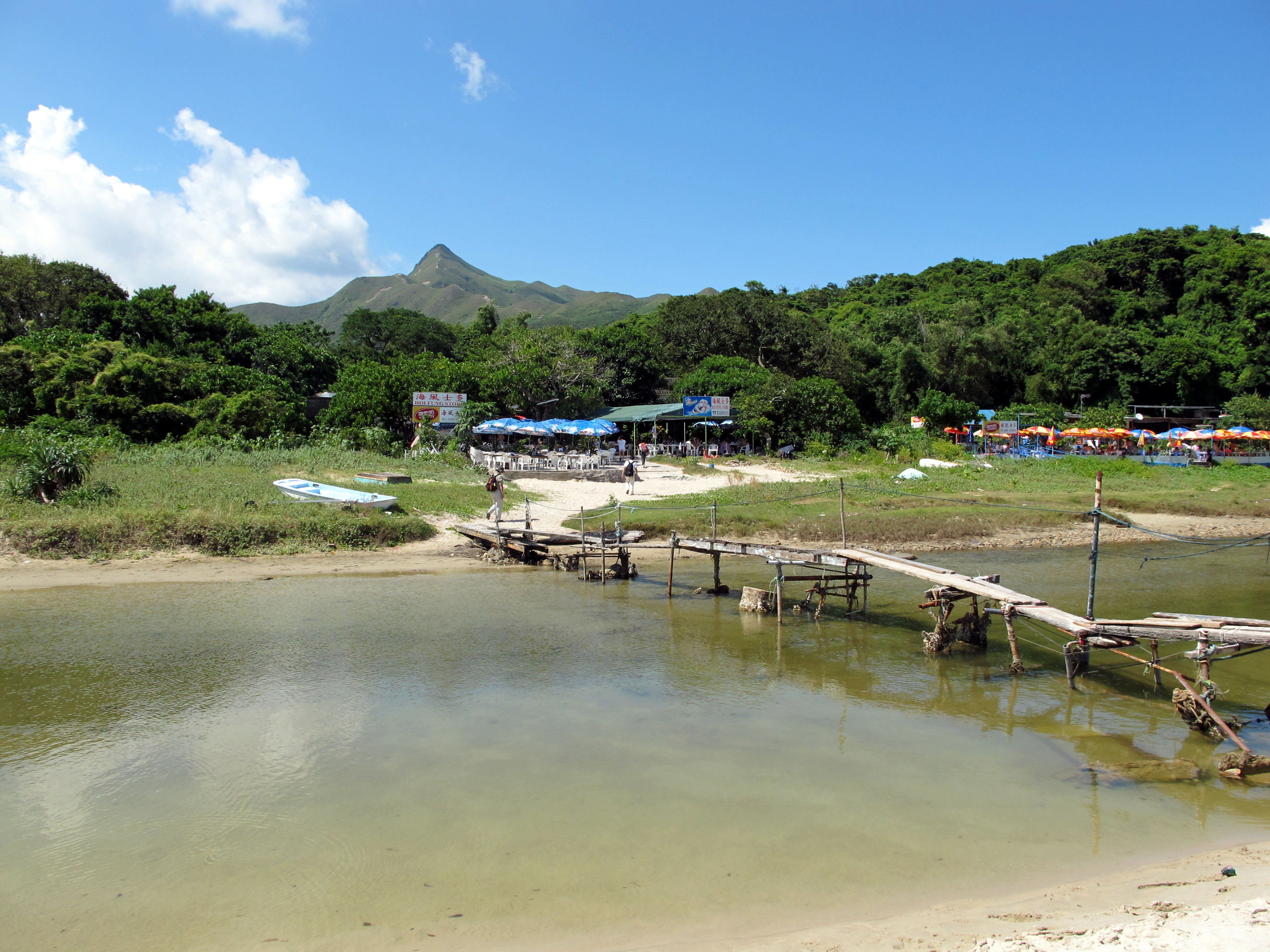
大浪灣附近設士多，可讓遊人休息一會

大浪灣（英語：Tai Long Wan），舊名鳳灣，是香港一個大型海灣，位於新界西貢半島東部，連接南海，泛指大浪咀（長咀）及西灣山之間一帶水域，地圖上共顯示有七個灘，當中四個為沙灘，包括西面的西灣，東面的東灣，最大的大灣以及鹹田灣。四個海灣連同大浪灣北部的山峰蚺蛇尖，合稱為「一尖四灣」。
大浪灣的西灣（俗稱大浪西灣）獲由香港郊野公園之友會、國際獅子會港澳三０三區及政府漁農自然護理署舉辦，「香港十大自然勝景選舉」第一名。

## 地理

### 海灘
大浪灣的沙灘不適宜游泳。香港船員所指的『西貢五大危險沙灘』裡的大浪西灣及鹹田灣，與大蛇灣，浪茄灣及甕缸灣並列。此地曾多次發生泳客被沖走身亡事故。由於西灣沙灘水淺，直接東向太平洋及凹字形海灣地理等因素，海灘終年出現危險的暗湧（暗藏的離岸流），可把泳客拉出海中，尤其在入秋吹東風或東北風時最是危險。大風時巨浪（俗稱瘋狗浪）可高達四米，把泳客擊暈。香港政府在當地已立警告牌提示遊客此海灘不是泳灘。大浪灣海灘沒有救生員服務，也沒有防鯊網。

## 戶外活動

### 遠足
西貢大浪灣遠足徑全長12公里，中途於西灣、鹹田灣及大浪村有補給，主要為麥理浩徑第二段，是一條老少咸宜的路線。
遠足徑由西灣亭作起點，起步往吹筒坳，中途可欣賞萬宜水庫景色。吹筒坳落西灣較為輕鬆，唯大部份路段均無樹蔭，到達西灣後，有多間士多可讓遊人休息一會。士多提供三文治、即食麵及炒粉麵，飲品方面，還有自製的五花茶及酸梅湯。由西灣往鹹田灣，路程並不遠，縱使烈日當空，也不需要一小時，越過沙灘後，會見到鹹田灣地標，一條殘舊的木橋，經過木橋，又是補給地點。沿士多後的小路往大浪村，於盡頭處又有一士多，這是赤徑前的最後補給站。由士多上山經大浪坳往赤徑，這段路是全程最吃力，從前往赤徑的小路部份是泥路，下雨天非常跣，現在都變成了水泥路。而附近的鹹田村近年被漁農署列為香港指定露營地點，古物古蹟辦事處將該地區劃定為「鹹田考古遺址」。
赤徑有渡輪往黃石碼頭。經過赤徑村，又來上山路，中途開始景色優美，被朱維德喻為香港最美地方。山路盡頭是北潭坳，左轉前30米有巴士返回西貢或鑽石山。

## 前往方法
由西灣亭起步往西灣村約半小時：
1. 到西貢親民街近麥當勞搭乘居民巴士NR29
2. 新界的士（西貢碼頭或烏溪沙站）往西灣亭，車費110至130元
3. 九龍巴士94﹙每日服務﹚，96R﹙假日服務﹚鰂魚湖站下車經麥理浩徑第一段步行4小時，或經西貢西灣路步行2小時到達起點西灣亭。

遊人亦可搭乘私人街渡租借船隻前往大浪灣，唯該區並無碼頭設施，船隻能否靠近需視乎潮汐、風浪等因素影響。

## 意外事故

### 西灣
2001年8月28日：49歲英勇男休班消防員趙順安與其他兩名英勇消防員在西灣海中拯救求救青年時不幸被捲離岸百多米。兩名消防員給村民的獨木舟救起而趙則遇溺身亡。15歲青年也遇溺身亡。特區政府表揚趙順安的捨己救人的崇高精神，以特殊個案形式處理趙的後事，遺體安葬於因公殉職的公務員墓地「浩園」。 
2002年6月24日：25歲男休班消防員從離岸50米的遊艇拿著浮板游往沙灘時遇溺身亡。
2005年7月：52歲中電經理從沙灘游往遊艇時體力不支遇溺身亡。
2009年9月27日：19歲理大學生在20米地點游泳時被2米高巨浪沖走遇溺失蹤。
2021年6月30日：70歲老翁與友人在大浪西灣對開約150米水域游泳，突然遇溺失蹤。救起後在將軍澳醫院證實死亡。
2022年4月16日：下午2時許，一名56歲婦人與丈夫及6名友人在大浪西灣遊玩，其間女事主游泳遇溺，飛行服務隊將事主送往東區醫院搶救後證實不治。事發時，天文台正發出強烈季候風信號，吹偏東強風，平均風速每小時超過40公里。

### 鹹田灣
2004年2月25日：56歲食環署外判清潔工人將船隻推出海中免被擱淺時遭大浪捲走身亡。
2005年9月17日：30歲男記者在離岸10米地點游泳時被4米高巨浪沖走遇溺身亡。
2013年6月23日：來自深圳29歲男子落水暢泳，下午1時疑突被大浪卷走遇溺身亡。
2016年7月17日：來自波蘭女大學生喝啤酒後游泳，凌晨時分遇溺身亡
2021年7月18日：兩個20餘歲南亞漢在黃色暴雨後被大浪捲走遇溺，一個獲救送院後證實死亡，另一個失蹤。失蹤者的遺體兩日後在附近水域被尋回。

## 遠足路線
- . 山上行 www.walkonhill.com. 2011年11月4日  [2012-09-18]. （原始内容存档于2012-10-16）.